# Droga międzynarodowa M20 (Ukraina)
Droga magistralna M20 (ukr. Автошлях М 20) − trasa międzynarodowego znaczenia na terenie Ukrainy. M20 biegnie od Charkowa na północ do granicy z Rosją w  Rejonie charkowskim w miejscowości Kozacza Łopań. Łączna długość 28,4 km.